# Pardubice Stallions
Pardubice Stallions je český klub amerického fotbalu, sídlící v krajském městě Pardubice. Od sezóny 2024 bude hrát nejvyšší českou soutěž Snapback ligu. 

## Organizace
Tým hraje svá utkání především na Atletickém stadionu Hvězda Pardubice.
Prezidentem klubu je Petr Plaček.

## Sportovní výsledky
V sezóně 2015 vyhrál seniorský tým 2. ligu amerického fotbalu v ČR. Tato výhra znamenala pro tým postup do první ligy (dnes Snapback liga). V sezóně 2016 přibral tým mezi své řady 3 posily z USA a skončili čtvrtí. 
Juniorský tým byl založen v roce 2014 a v roce 2015 se dostal do finále Juniorské ligy, kde podlehl Prague Lions.
Navzdory neúspěchu se juniorský tým pustil do další sezóny úspěšně a v roce 2016 se stali mistry České republiky, kde porazili ve finále Prague Black Panters.
Tým v roce 2016 rozšířil základnu amerického fotbalu i pro kategorii U15. Tato kategorie se hraje bezkontaktní formou fotbalu (tzv. flag). 
V sezóně vyhrál mužský tým Pardubic podruhé v historii Silver bowl (finále 2. ligy mužů) a zajistil si postupu do Snapback ligy. 